# 三星Gear
三星Gear系列于2013年正式面世，起初它只是智能穿戴手表，后来于2015年发展出360相机、VR头盔、无线运动型耳机、蓝牙耳机等产品。有传闻三星有意开发出小型投影机。三星Gear智能穿戴手表系列分成2个时代：Samsung Gear（2013-2014年）和Samsung Gear S（2014年至今）。

## 三星Gear 穿戴型智能手表系列
| 功能     | Gear                | Gear 2              | Gear 2 Neo          |
| -------- | ------------------- | ------------------- | ------------------- |
| 屏幕     | Super AMOLED 1.63寸 | Super AMOLED 1.63寸 | Super AMOLED 1.63寸 |
| 屏幕设计 | 正方形              | 正方形              | 正方形              |
| 相机     | 1.9MP               | 2MP,HD视频录制      | 无                  |
| 连接     | 蓝牙4.0             | USB2.0,蓝牙4.0      | USB2.0,蓝牙4.0      |
| CPU      | 800MHz              | Dual Core           | Dual Core           |
| 电池     | 315mAh              | 300mAh              | 300mAh              |
| ROM      | 4GB                 | 4GB                 | 4GB                 |
| RAM      | 512MB               | 512MB               | 512MB               |

## 三星Gear S 穿戴型智能手表系列
| 功能     | Gear S                    | Gear S2 sport/classic | Gear S3 classic/frontier                 |
| -------- | ------------------------- | --------------------- | ---------------------------------------- |
| 屏幕     | Super AMOLED 2寸          | Super AMOLED 1.2寸    | Super AMOLED 1.3寸&彩色Always-On-Display |
| 屏幕设计 | 曲面正方形                | 圆形                  | 圆形                                     |
| 电池     | 300mAh                    | 250mAh 无线充电       | 380mAh 无线充电                          |
| 网络     | 3G                        | 3G*                   | 3G/LTE*                                  |
| 连接     | 蓝牙4.1,Wi-Fi网络,USB 2.0 | 蓝牙4.1,Wi-Fi网络,NFC | 蓝牙4.2,Wi-Fi网络,GPS,MST,NFC            |
| 防水评级 | IP67                      | IP68                  | IP68                                     |
| 作业系统 | Tizen                     | Tizen                 | Tizen Based Wearable Plaform 2.3.2       |
| CPU      | 待查询                    | Dual 1.0 GHz          | Exynos 7270 Dual 1.0 GHz                 |
| ROM      | 待查询                    | 4GB                   | 4GB                                      |
| RAM      | 待查询                    | 512MB                 | 768MB                                    |

*特定的国家和机型

## 三星Gear VR VR头盔系列
三星Gear VR
维基百科，自由的百科全书
跳转到导航
跳转到搜索
三星Gear VR三星Gear VR SM-R324带控制器和S8 / S8 +
也称为Gear VR
开发人员
```
   三星Oculus VR
```

厂商三星
产品系列
```
   三星Galaxy三星Gear
```

键入虚拟现实耳机
发布日期2015年11月27日
介绍价格US $ 99.99
单位售出500万[1]
显示插入的智能手机的显示
控制器输入触摸板和后退按钮
触摸板是
重量318克（不含智能手机）
网站官方网站
Samsung Gear VR是由三星电子与Oculus合作开发并由三星制造的移动虚拟现实耳机。该耳机于2015年11月27日发布。
在使用时，兼容的三星Galaxy设备（Galaxy Note 5，Galaxy S6 / S6 Edge / S6 Edge +，Galaxy S7 / S7 Edge，Galaxy S8 / S8 +，Galaxy Note FE，Galaxy Note 8，Galaxy A8 / A8 +或Galaxy S9 / S9 +是必需的。三星Galaxy Note 4从Gear VR Line停止使用）充当耳机的显示器和处理器，而Gear VR单元本身充当控制器，其包含视野，以及自定义惯性测量单元或IMU，用于旋转跟踪，通过USB-C或micro-USB连接到智能手机。 Gear VR耳机还包括侧面的触摸板和后退按钮，以及用于检测耳机何时开启的接近传感器。[2]
Gear VR于2014年9月3日首次公布[3]。为了让开发人员能够为Gear VR创建内容，并允许VR和技术爱好者尽早获得该技术，三星在消费者版本之前发布了Gear VR的两个创新版本。
概观
Samsung Gear VR [4]旨在与三星的旗舰智能手机配合使用。目前支持的是Galaxy S6，Galaxy S6 Edge，Galaxy S6 Edge +，三星Galaxy Note 5，Galaxy S7，Galaxy S7 Edge，Galaxy S8，Galaxy S8 +，三星Galaxy Note Fan Edition，三星Galaxy Note 8，三星Galaxy A8 / A8 +（2018） ）和三星Galaxy S9 / Galaxy S9 +。[5]
可以使用耳机顶部的滚轮校准设备。触控板位于设备右侧，后退按钮位于设备正上方。音量可以通过右侧的音量摇杆进行调节。[6]
三星为这个项目设置的硬件主要目标是：他们的耳机可以支持MTP（运动到光子）延迟小于20毫秒;硬件和内核的优化;还可以创建Galaxy Note 4的QHD显示屏，以便在耳机中实现高分辨率渲染。前三种型号[7] [8]的镜片视野为96°，R323为101°。[9]
Oculus Home是在Samsung Gear VR上下载和使用内容的主要工具。 Oculus Home也是Gear VR上软件分发的主线。 Gear VR的主要吸引力在于基于移动虚拟现实的游戏和模拟，然而，最近人们对该设备在科学和医学教育中的有效使用越来越感兴趣[1
历史
尽管Samsung Gear VR消费者版于2015年11月发布，但三星于2005年1月获得了HMD（头戴式显示器）的专利。这是使用手机作为HMD显示器的首批想法之一。但是，提交专利时的移动电话技术限制了可能的质量和性能。三星继续在内部研究VR和HMD。
随着2013年Galaxy S4的发布，三星成立了一个官方团队，致力于开发可与智能手机配合使用的基于虚拟现实的设备。虽然这个团队开发了多种不同的原型，但性能和显示（尽管Galaxy S4具有全高清显示器）尚未达到标准。[11] 2014年，三星与Oculus（另一个着名的虚拟现实设备Oculus Rift的创造者）合作，帮助开发。三星Gear VR于2014年9月3日在柏林IFA举行的三星新闻发布会上亮相（以及能够运行它的智能手机，Galaxy Note 4）。[12]
硬件版本
两个女人穿着三星齿轮VR
第一版三星的Gear VR，SM-R320于2014年12月发布。该版本仅与Galaxy Note 4兼容。此版本主要面向开发人员，因此他们可以了解设备的工作原理等等。他们可以创建可以正式发布消费者版本设备的内容。它还为VR /技术爱好者提供了获得该技术的早期机会。[13]三星Gear VR的第二版SM-R321于2015年3月发布。该设备仅支持Galaxy S6和Galaxy S6 Edge。还增加了一个微型USB端口，为对接设备提供额外的电源，以及内部的小风扇，以防止镜头雾化。
下一版SM-R322简称为Samsung Gear VR。它于2015年11月20日发布。该设备的预购于2015年11月10日在亚马逊，Bestbuy和三星上市，该设备在发布当天售罄。与之前的迭代相比，此版本再次有一些细微的变化。首先，此版本目前支持六种三星Galaxy设备：S6，S6边缘，S6边缘+，Note 5，S7和S7边缘。它比之前的Innovator Edition轻了19％，它改进了人体工程学设计，并重新设计了触摸板，便于导航。[14]
SM-R323型号与三星Galaxy Note 7一起发布，具有微小的变化，包括改进的视野，增加缓冲，平板触控板，以及更改设备的盖子和机身以减少眩光。该型号还使用USB-C连接器代替USB Micro-B，因此可以连接到Note 7.端口也可以进行数据传输。提供适配器用于使用微型USB连接器的旧设备。[15] [16] [17] 2016年10月11日，为了纪念召回和停用智能手机，出于安全原因，Gear VR与Galaxy Note 7不相容。[18]
更新型号SM-R324，支持更大的Galaxy S8于2017年3月29日亮相，于2017年4月21日与手机一同发布。三星还推出了手持式Gear VR控制器配件，该配件与更新的型号捆绑在一起，并将作为现有设备的独立配件提供。它与现有支持的设备保持兼容。[19] [20]
2017年9月15日推出了更新型号SM-R325，支持更大的Note 8，随手机一起发布。三星还推出了手持式Gear VR控制器配件，该配件与更新型号捆绑在一起，并将作为现有设备的独立配件提供。它与现有支持的设备保持兼容。
版本和智能手机兼容性列表
三星Galaxy VR（SM-R325）[21]
三星Galaxy Note 9（带三星适配器）
三星Galaxy S9
三星Galaxy S9 +
三星Galaxy Note8
三星Galaxy S8
三星Galaxy S8 +
使用USB-C连接器，可以使用适配器与以下型号一起使用
三星Galaxy S6
三星Galaxy S6 Edge
三星Galaxy S6 Edge +
三星Galaxy Note 5
三星Galaxy S7
三星Galaxy S7边缘
三星Galaxy A8
三星Galaxy A8 Plus
三星Galaxy A8 Star
三星Gear VR SM-R325

三星Galaxy VR（SM-R324）
三星Galaxy S8
三星Galaxy S8 +
使用USB-C连接器，可以使用适配器与以下型号一起使用
三星Galaxy S6
三星Galaxy S6 Edge
三星Galaxy S6 Edge +
三星Galaxy Note 5
三星Galaxy S7
三星Galaxy S7边缘
三星Gear VR SM-R324

三星Galaxy VR（SM-R323）
三星Galaxy Note7（最初）
使用USB-C连接器，可以使用适配器与以下型号一起使用
三星Galaxy S6
三星Galaxy S6 Edge
三星Galaxy S6 Edge +
三星Galaxy Note 5
三星Galaxy S7
三星Galaxy S7边缘
三星Gear VR SM-R323

三星Galaxy VR（SMR322）
三星Galaxy S6
三星Galaxy S6 Edge
三星Galaxy S6 Edge +
三星Galaxy Note 5
三星Galaxy S7
三星Galaxy S7边缘
三星Gear VR SM-R322

三星Gear VR（SM-R321）
三星Galaxy S6
三星Galaxy S6 Edge
三星Gear VR SM-R321

三星Gear VR（SM-R320）
三星Galaxy Note 4

## 三星Gear Icon X 无线运动型耳机系列
1. ↑  [ http://www.samsung.com/global/galaxy/gear-s3/ （页面存档备份，存于）]Samsung Gear S3 Offical Webside